# Bataille de Meretun
Batailles
- Englefield
- Reading
- Ashdown
- Basing
- Meretun
- Cynuit
- Ethandun

La bataille de Meretun se déroule à la fin du mois de mars 871. Elle oppose l'armée du Wessex, conduite par le roi Æthelred et son frère Alfred, aux Vikings de la Grande Armée, commandés par Halfdan Ragnarsson, qui remportent la victoire.

## Déroulement
La Chronique anglo-saxonne rapporte que les Anglais parviennent à mettre les Vikings en déroute, mais au terme de la bataille, ce sont ces derniers qui restent maîtres du champ de bataille. L'évêque de Sherborne Heahmund est au nombre des tués du côté anglais. Le roi Æthelred meurt quelques semaines plus tard, peut-être à la suite de blessures reçues durant la bataille.

## Localisation
Le site de Meretun, également orthographié Mæredune, Meredune ou Merantune dans les différents manuscrits de la Chronique anglo-saxonne, n'est pas localisé avec certitude. Ce nom vieil-anglais peut correspondre à plusieurs formes modernes et un certain nombre de lieux ont été proposés par les historiens : le borough londonien de Merton, le village de Merton dans l'Oxfordshire et ceux de Marden et Marten (en), dans le Wiltshire.